# مقاطعة كينترون
مقاطعة كينترون (الأرمينية: Կենտրոն վարչական շրջան) هي واحدة من 12 مقاطعة في يريفان، عاصمة أرمينيا. تضم وسط المدينة والمركز التجاري للمدينة. اعتبارا من عام 2011 بلغ تعداد عدد سكان المنطقة 125453. يحدها من الغرب مقاطعتي أجابنياك ومالاتيا سيباستيا، ومن الجنوب مقاطعتي شنغافيت وإريبوني، ومن الشرق نور نورك ومن الشمال مقاطعتي أربكير وكناكار زيتون. يتدفق نهر هرزدان عبر الجزء الغربي من المقاطعة.

## معرض صور

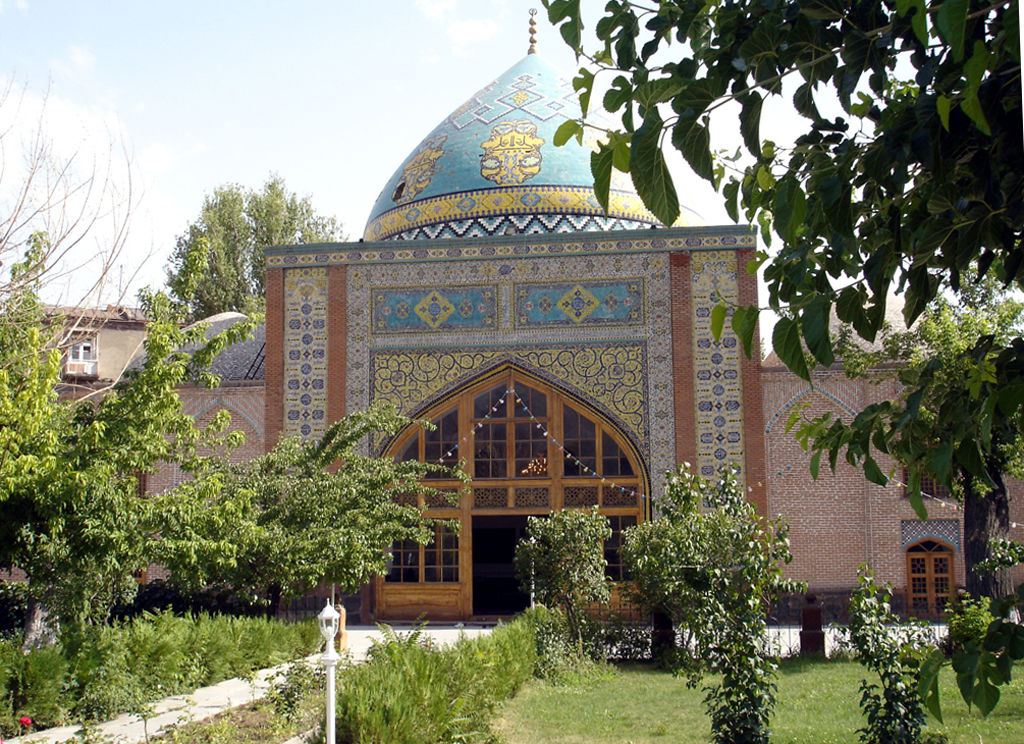
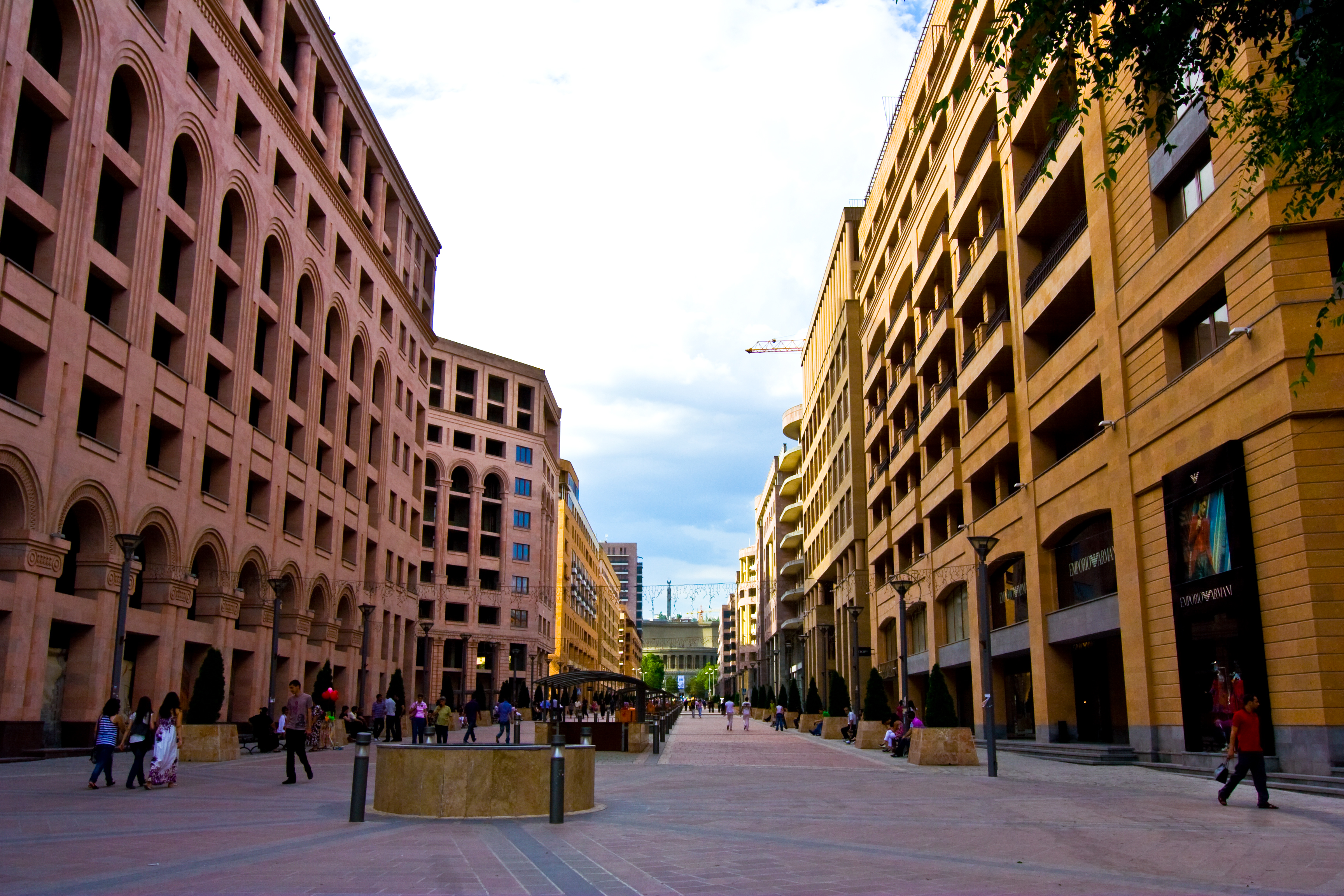
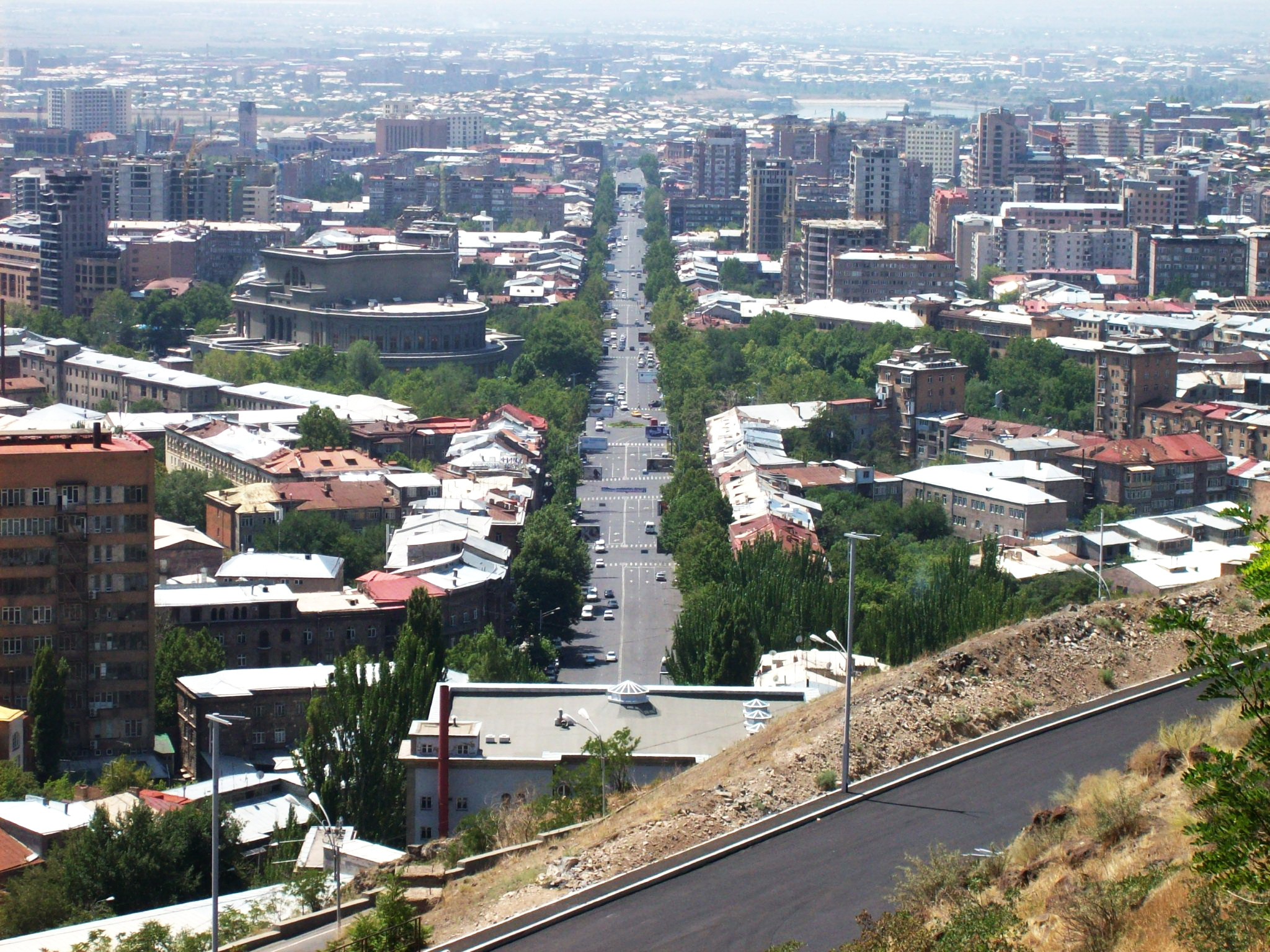
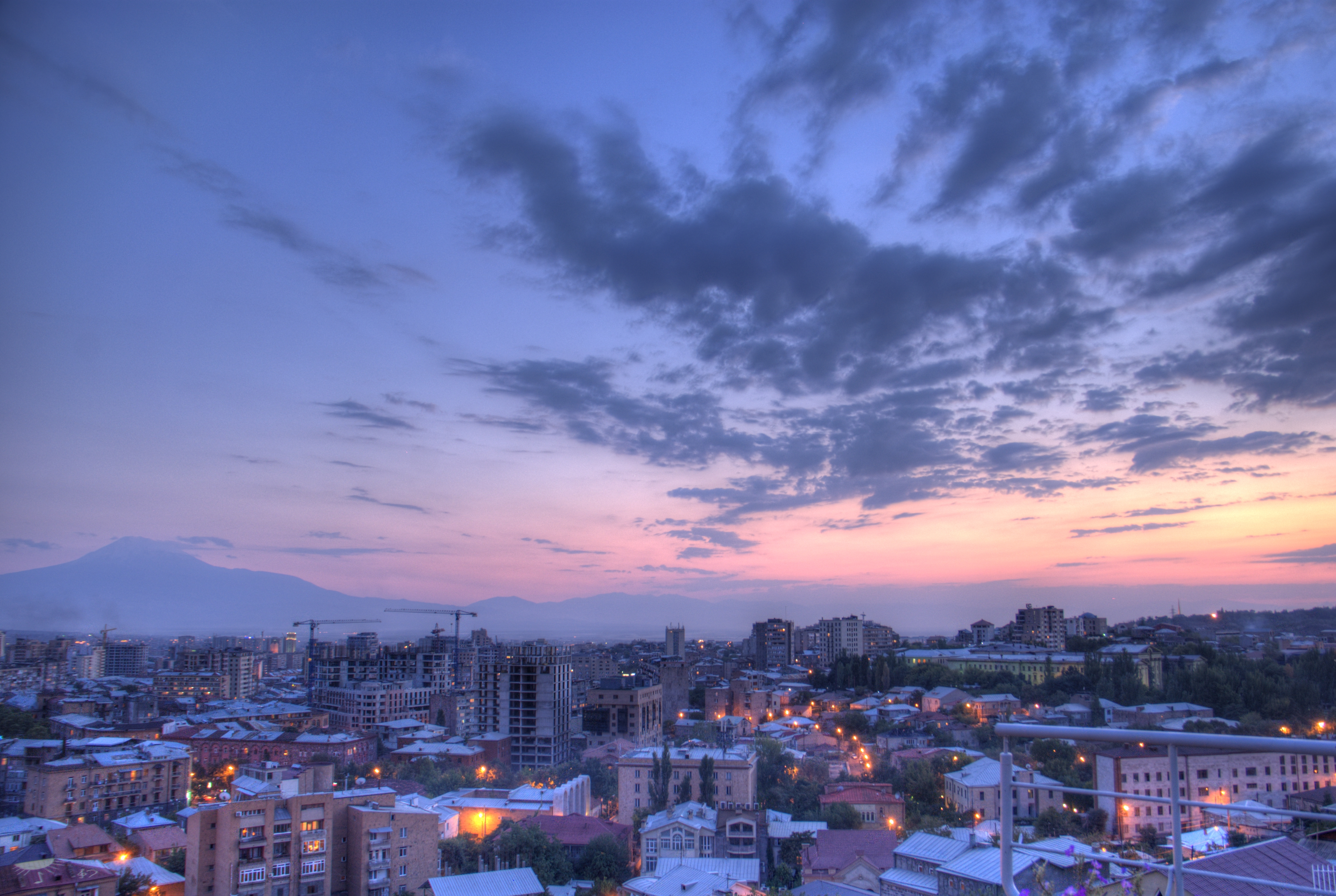